# اچ‌ام‌اس ورونیکا (۱۹۱۵)
اچ‌ام‌اس ورونیکا (۱۹۱۵) (به انگلیسی: HMS Veronica (1915)) یک کشتی بود که طول آن ۲۵۰ فوت (۷۶ متر) بود. این کشتی در سال ۱۹۱۵ ساخته شد.